# Clavatula nathaliae
Clavatula nathaliae is een slakkensoort uit de familie van de Clavatulidae. De wetenschappelijke naam van de soort is voor het eerst geldig gepubliceerd in 2006 door Nolf.